# Perkhaimerhof

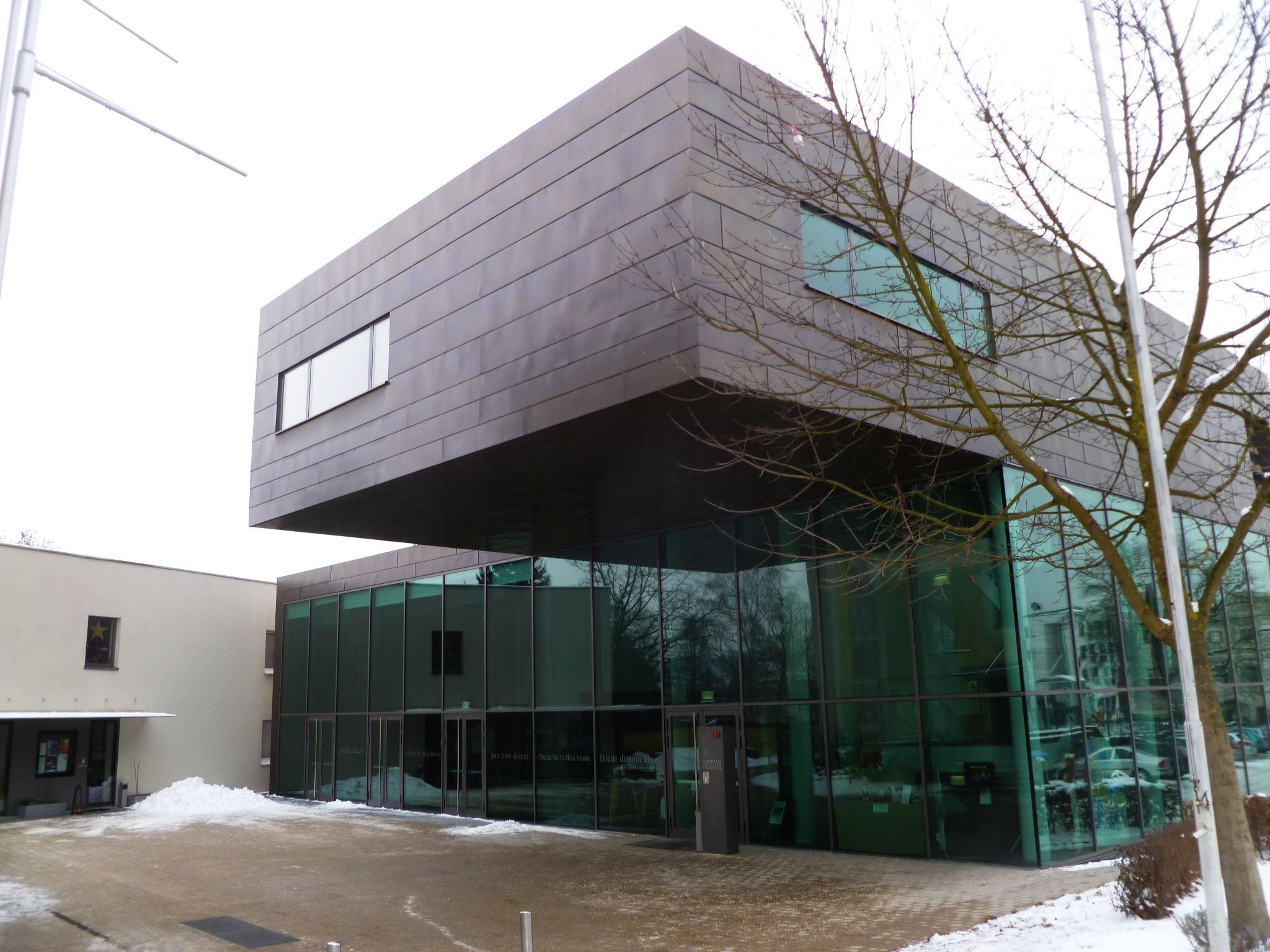
Pfarrzentrum Ebelsberg

Der Perkhof oder Perkhaimerhof war Sitz der Perkhaimer (Herren von Bergheim) zu Ebelsberg. Der Ritter Jörg von Perkheim war 1460 unter Erzherzog Albrecht VI. Mitglied des landesfürstlichen Rates im Lande ob der Enns. 1475 wird ein „Wolfgang der Perkhaimer zu Ebelsperg vnd sein haws daselbs“ erwähnt.  Der Edelsitz war mit dem Gartentrakt des Pfarrhofes ident. 2007 bis 2009 wurde an dieser Stelle das neue Pfarrhaus und -zentrum Ebelsberg (Fadingerplatz 7) errichtet.